# Myrcia lanuginosa
Myrcia lanuginosa é uma espécie de planta do gênero Myrcia. É endêmica ao Brasil, ocorrendo nos estados de Mato Grosso, Goiás e no Distrito Federal. De acordo com a União Internacional para a Conservação da Natureza, seu estado de conservação é quase ameaçada.